# BeSoccer
BeSoccer es un sitio web español de noticias y base de datos de fútbol. Proporciona a usuarios estadísticas, resultados y noticias de clubes de fútbol y jugadores de las principales ligas europeas. También ofrece información de varias ligas sudamericanas y clasificaciones a copas del mundo. Asimismo, ofrece un completo análisis de datos de futbolistas o de cualquier otro aspecto relacionado con el fútbol mundial a través de la herramienta BeSoccer Pro.
Posee además una aplicación móvil en 60 países, además de la mayor base de datos del mundo con información sobre 2000 competiciones, 100 000 equipos y 10 millones de partidos.

## Historia
En 2006, Manuel Agustín Heredia es fichado por una empresa de desarrollo. En la empresa se encargaba de llevar datos futbolísticos tales como son los resultados de los partidos. Pero este trabajo le duró poco, ya que a los cinco meses de estar en la empresa Manuel se lesiona jugando al fútbol (era portero de un equipo de fútbol sala amateur). Una triada, es decir, una de las peores lesiones dentro del mundo del deporte.
La recuperación, que entre operación, reposo y rehabilitación se alarga a un año, es la que le anima a potenciar su blog de tecnología (aún hoy abierto, pero no activo). Y a su vez se anima con un nuevo proyecto, uno en el que los resultados de fútbol eran el centro de la información, animado por la situación del equipo de su ciudad (el Málaga C.F.), ya que por aquel entonces estaba en la Segunda División de España y conocer los resultados de esos equipos de divisiones tan bajas era complicado para los aficionados. 
Para combatir esto, decidió hacer una página web donde estuvieran publicados los resultados de todos los partidos.
A los cuatro meses de ponerse en serio con su web, y gracias a los contactos dentro del mundo de la comunicación que había ido cosechando, ya consigue hacer rentable el proyecto. Es, por primera vez, cuando se dedica profesionalmente a su idea, ya que consigue monetizarla y vivir de ella. Esto sucedió a finales de 2008. 
Es en 2014 cuando Manuel ficha a dos desarrolladores para lanzar una versión para Android e iOS del proyecto, para así adaptarse a la transformación que estaban viviendo. Desde ese preciso instante, el crecimiento se vuelve exponencial.
Es entonces, en 2014, cuando “Resultados de fútbol”, el nombre del proyecto y de la web desde los inicios, comienza a llamarse “BeSoccer”, ya que el producto se internacionaliza. Eso sí, en los primeros compases este nuevo nombre no significa nada, sino que tan sólo era una nueva forma de referirse al proyecto fuera del ámbito hispanohablante.
Fue ya al siguiente año, y tras un largo viaje por Estados Unidos que le hizo ver las cosas con perspectiva, cuando Manuel define el proyecto que acabaría triunfando a lo grande. “BeSoccer” como marca internacional de la empresa y medio de noticias deportivas, con todos los datos al alcance de la mano en la aplicación y página web, y “Resultados de Fútbol” ya sólo como proyecto web en español que diese los marcadores. 
Tal es el éxito de la aplicación que es la app española de deportes que más descargas y tráfico tiene, incluso más que periódicos líderes en el sector como Marca o Mundo Deportivo .
Parte del éxito de todo esto se sustenta en el trabajo de los 45 periodistas, los cuales están cubriendo las 24 horas las novedades del mundo del deporte llegando a redactar unas 600 noticias diarias. Toda una proeza que se gestiona de forma automatizada bajo la tutela del criterio humano, decidiendo qué temas son los más importantes y mediáticos. Además de redactar en cuatro idiomas distintos: español, francés, inglés y portugués. Y no son idiomas elegidos al azar, ya que al escribir en inglés y francés se han colado en el top de apps deportivas en todo el continente africano , y con el español y portugués han hecho lo mismo en toda Sudamérica .
Los datos que manejan se remontan hasta 1850, con millones y millones de datos de partidos, jugadores, ligas y campeonatos de todo el mundo, siendo uno de los bancos de datos más grandes del mundo del deporte al poseer ente el 90 y el 95% de los resultados jamás habidos en el fútbol profesional.
Hasta patrocinan el BeSoccer UMA Antequera, equipo de Primera División de la Liga Nacional de Fútbol Sala. 
Es tal la fiabilidad de sus datos y el seguimiento que hacen, que actualmente trabajan con clubes de fútbol profesionales para hacerles el scouting de una forma más rápida, sintética y completa.
Tiene hasta un sistema de agregación de datos que es una de las claves para conseguir llegar a casi todas las competiciones del mundo y estadísticas, incluso de ligas infantiles, haciendo uso de datos públicos y se encuentran en las webs de las federaciones deportivas. El mérito de BeSoccer es almacenarlas y darles un sentido, para que aquellos que sepan qué buscar saquen información útil.

## Acuerdos
BeSoccer tiene acuerdos con una treintena de equipos de primer nivel, a los que también ofrece consultoría tecnológica. Entre ellos, cinco de LaLiga: el Real Betis Balompié, el RC Celta, el CD Leganés y el Granada CF. También hay convenios con muchos clubes de Segunda División —como el Málaga CF o el Girona FC— y otros de competiciones internacionales. Destacan el West Ham FC de la Premier League inglesa, el Padua de la Serie B de Italia o el Millonarios de la Liga Dimayor de Colombia. Colabora también con El Palo FC, equipo de Tercera División y donde Heredia ejerce de vicepresidente. La firma también provee datos a numerosos medios de comunicación y han colaborado con Newtral, la productora de Ana Pastor García, en el desarrollo de la app Pronostika.

## Otros proyectos
Sus proyectos nacen de una incubadora de ideas propias, donde se desarrollan hasta saber si tienen viabilidad o es mejor desecharlas. Uno de los primeros en coger vuelo fue el de BeSoccer Pro, una herramienta de análisis de datos y scouting que aprovecha toda la potencia de la base de datos de BeSoccer para enfocarla al trabajo de los profesionales del fútbol. Clubes, federaciones y medios de comunicación ya forman parte de la cartera de clientes de este vertical que tiene vida propia desde 2019. El más interesante es BeSoccer Brain, un asistente de voz para encontrar y combinar los millones de datos futbolísticos de su propia base de datos simplemente preguntando por ellos. La respuesta aparece instantáneamente ya sea con texto, un gráfico, infografía o incluso un vídeo. La versión beta ya ha llamado la atención de las grandes tecnológicas.